# Herzogtum Normandie
Das Herzogtum Normandie war ein historischer Staat im heutigen Norden Frankreichs. Er ist weitgehend deckungsgleich mit der heutigen Region Normandie. Er ging 911 aus dem Vertrag von Saint-Clair-sur-Epte zwischen König Karl III. des Westfrankenreichs und dem Wikingerhäuptling Rollo hervor. Das Herzogtum wurde nach dem nordischen Volk der Normannen benannt.
Von 1066 bis 1204, als Folge der normannischen Eroberung Englands, waren die Herzöge der Normandie auch Könige Englands, mit Ausnahme von Robert Curthose (1087–1106), ältester Sohn von Wilhelm dem Eroberer, aber erfolgloser Anwärter auf den englischen Thron; und Gottfried V. (1144–1150). Im Jahr 1202 erklärte Philipp II. von Frankreich die Normandie für aufgelöst und beschlagnahmte sie 1204 mit Waffengewalt. Sie blieb umkämpftes Territorium bis zum Vertrag von Paris von 1259, als der englische Souverän seinen Anspruch mit Ausnahme der Kanalinseln, d. h. Guernsey und Jersey, und ihrer Abhängigkeiten (einschließlich Sark) abtrat.
Im Königreich Frankreich wurde das Herzogtum gelegentlich als Apanage vergeben, um von einem Mitglied der königlichen Familie regiert zu werden. Nach 1469 wurde es jedoch dauerhaft der königlichen Domäne angegliedert, obwohl der Titel gelegentlich als Ehrenzeichen an jüngere Mitglieder der königlichen Familie verliehen wurde. Der letzte französische Herzog der Normandie in diesem Sinne war Ludwig XVII., Herzog von 1785 bis 1789.

## Geschichte

### Ursprung
Der erste Angriff der Wikinger flussaufwärts der Seine fand im Jahr 820 statt. Bis 911 war das Gebiet mehrfach überfallen worden, und es gab sogar kleine Wikingersiedlungen an der unteren Seine. Der Text des Vertrags von Saint-Clair-sur-Epte ist nicht erhalten geblieben. Er ist nur durch den Historiker Dudo von Saint-Quentin bekannt, der ein Jahrhundert nach dem Ereignis schrieb. Das genaue Datum des Vertrags ist unbekannt, aber es war wahrscheinlich im Herbst des Jahres 911. Durch den Vertrag gewährte Karl III., König der Westfranken, dem Wikingerführer Rollo einige Ländereien entlang der unteren Seine, die offenbar bereits unter dänischer Kontrolle standen. Ob Rollo selbst ein Däne oder ein Norweger war, ist nicht bekannt. Rollo stimmte seinerseits zu, das Gebiet vor anderen Wikingern zu verteidigen und dass er und seine Männer zum Christentum konvertieren würden. Rollos Entscheidung, zu konvertieren und sich mit den Franken zu arrangieren, fiel nach seiner Niederlage in der Schlacht von Chartres durch die Herzöge Richard der Gerichtsherr von Burgund und Robert von Neustrien (dem zukünftigen Robert I. von Frankreich) Anfang des Jahres 911.
Das an Rollo abgetretene Gebiet umfasste die Pays de Caux, Évrecin, Roumois und Talou. Dieses Gebiet war früher als Grafschaft Rouen bekannt und sollte zur Haute-Normandie werden. Ein königliches Diplom von 918 bestätigt die Schenkung von 911 unter Verwendung des Verbs adnuo ("ich erteile"). Es gibt keine Beweise dafür, dass Rollo dem König für seine Ländereien einen Dienst oder Eid schuldete, noch dass es rechtliche Mittel gab, damit der König sie zurücknehmen konnte: sie wurden ohne Umschweife gewährt. Ebenso scheint Rollo kein Graf geworden zu sein oder eine komitale Autorität erhalten zu haben, aber in späteren Sagen wird er als Rúðujarl (Graf von Rouen) bezeichnet.
Im Jahr 911 war die Normandie weder eine politische noch eine wirtschaftliche Einheit. Die fränkische Kultur blieb dominant, und einigen Forschern zufolge war die Normandie im 10. Jahrhundert durch eine vielfältige skandinavische Bevölkerung gekennzeichnet, die mit der lokalen fränkischen Bevölkerung interagierte, die in der Region existierte. Im Jahr 924 dehnte König Rudolf von Burgund Rollos Land nach Westen bis zum Fluss Vire aus, einschließlich des Bessin, wo sich kurz zuvor einige Dänen aus England niedergelassen hatten. 933 gewährte König Rudolf dem Sohn und Nachfolger Rollos, Wilhelm I., das Avranchin und Cotentin. Diese Gebiete waren zuvor unter bretonischer Herrschaft gewesen. Der nördliche Cotentin war von Norwegern besiedelt worden, die aus der Region der Irischen See stammten. Zwischen diesen norwegischen Siedlern und ihren neuen dänischen Oberherren herrschte zunächst große Feindseligkeit. Diese Erweiterungen brachten die Grenzen der Normandie in etwa in Einklang mit denen des Erzbistum Rouen.
Das normannische Gemeinwesen hatte mit dem fränkischen und bretonischen Machtsystem zu kämpfen, das bereits in der Normandie existierte. Nach Ansicht vieler Historiker waren "die Bildung einer neuen Aristokratie, die Reform der Klöster, die bischöfliche Wiederbelebung, die schriftliche Bürokratie, die Heiligenkulte - mit notwendigerweise unterschiedlichen Zeitlinien" ebenso wichtig, wenn nicht sogar wichtiger als die herzogliche Erzählung, für die Dudo eintrat. Die Gründung des normannischen Staates fiel auch mit der Schaffung eines Ursprungsmythos für die normannische herzogliche Familie durch Dudo zusammen, wie z. B. dass Rollo mit einem "guten Heiden" wie dem trojanischen Helden Aeneas verglichen wurde. Durch diese Erzählung wurden die Normannen näher an die fränkische Umgebung assimiliert, als sie sich von ihren heidnischen skandinavischen Ursprüngen entfernten.

### Besiedlung durch die Wikinger
Es gab zwei unterschiedliche Muster der nordischen Besiedlung im Herzogtum. Im dänischen Gebiet in den Roumois und im Caux vermischten sich Siedler mit der einheimischen gallo-romanisch sprechenden Bevölkerung. Rollo teilte die großen Ländereien mit seinen Gefährten auf und gab seinen anderen Anhängern landwirtschaftlich nutzbares Land. Die dänischen Siedler rodeten ihr eigenes Land, um es zu bewirtschaften, und es gab keine ethnische Trennung der Bevölkerung.
Im nördlichen Cotentin hingegen war die Bevölkerung rein norwegisch. Die Küstenmerkmale trugen nordische Namen, ebenso wie die drei Pagi von Haga, Sarnes und Helganes (erst 1027). Möglicherweise haben die Norweger sogar eine þing, eine Versammlung aller freien Menschen, gegründet, deren Versammlungsort im Namen von Le Tingland erhalten geblieben sein soll. Innerhalb weniger Generationen nach der Gründung der Normandie im Jahr 911 hatten sich die skandinavischen Siedler jedoch mit den Einheimischen vermischt und einen Großteil ihrer Kultur übernommen.  Letztendlich betonten die Normannen die Assimilation mit der lokalen Bevölkerung. Im 11. Jahrhundert bezeichnete der anonyme Autor der Wunder des heiligen Wulfram von Sens die Bildung einer normannischen Identität als "Formung der Ethnien zu einem einzigen Volk".
Einigen Historikern zufolge war die Idee der "normannischen" politischen Identität eine bewusste Schöpfung des Hofes von Richard I. in den 960er Jahren, um "ein mächtiges, wenn auch eher inkohärentes Gefühl der Gruppensolidarität zu schaffen, um die ungleichen Eliten des Herzogtums um den Herzog herum zu mobilisieren".

### Normannisches Herzogtum

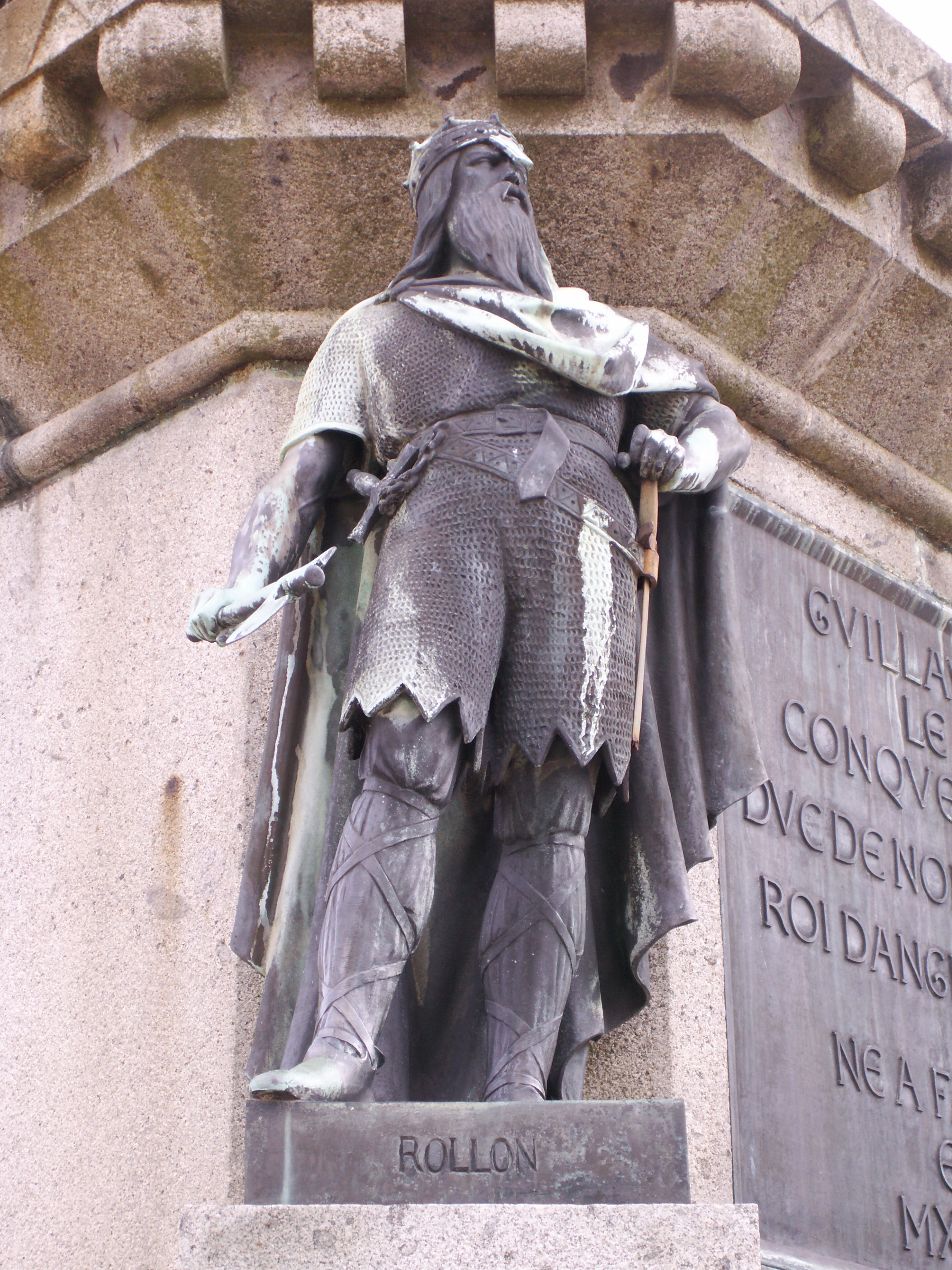
Statue von Rollo, dem Begründer des Lehensgutes Normandie, in Falaise, Geburtsort seines Nachkommen Wilhelm des Eroberers, des Herzogs der Normandie und Königs von England

Beginnend mit Rollo wurde die Normandie von einer beständigen und langlebigen Wikingerdynastie regiert. Die Illegitimität war kein Hindernis für die Nachfolge, und drei der ersten sechs Herrscher der Normandie waren uneheliche Söhne von Konkubinen. Rollos Nachfolger, Wilhelm I., schaffte es, sein Herrschaftsgebiet zu erweitern, und geriet in Konflikt mit Arnulf I. von Flandern, der ihn 942 ermorden ließ. Dies führte zu einer Krise in der Normandie, wobei ein Minderjähriger als Richard I. die Nachfolge antrat, und führte auch zu einer vorübergehenden Wiederbelebung des nordischen Heidentums in der Normandie. Der Sohn von Richard I., Richard II., wurde als erster zum Herzog der Normandie ernannt, wobei sich der herzogliche Titel zwischen 987 und 1006 durchsetzte.
Die normannischen Herzöge schufen das mächtigste und gefestigteste Herzogtum Westeuropas zwischen den Jahren 980, als die Herzöge dazu beitrugen, Hugo Capet auf den französischen Thron zu setzen, und 1050. Gelehrte Kirchenmänner wurden aus dem Rheinland in die Normandie gebracht; sie bauten und stifteten Klöster und unterstützten Klosterschulen. So trugen sie dazu bei, entfernte Gebiete in einen größeren Rahmen zu integrieren. Die Herzöge legten den kirchlichen Lehen schwere feudale Lasten auf, die die bewaffneten Ritter versorgten, die es den Herzögen ermöglichten, die widerstrebenden Laienherren zu kontrollieren, deren Bastarde aber nicht erben konnten. Bis Mitte des 11. Jahrhunderts konnte der Herzog der Normandie allein von seinen kirchlichen Vasallen auf mehr als 300 bewaffnete und berittene Ritter zählen. Bis in die 1020er Jahre konnten die Herzöge auch dem Laienadel Lehensherrschaft auferlegen. Bis Richard II. zögerten die normannischen Herrscher nicht, Söldner der Wikinger um Hilfe zu bitten, um ihre Feinde in der Normandie, wie den Frankenkönig selbst, loszuwerden. Olaf Haraldsson überquerte unter solchen Umständen den Ärmelkanal, um Richard II. im Konflikt gegen den Grafen von Chartres zu unterstützen, und wurde 1014 in Rouen getauft.
Herzog Wilhelm I. besiegte 1066 Harold II. von England in der Schlacht von Hastings und wurde anschließend durch die normannische Eroberung Englands zum König von England gekrönt. Nach der normannischen Eroberung wurden die anglo-normannischen und französischen Beziehungen kompliziert. Die normannischen Herzöge behielten die Kontrolle über ihre Besitztümer in der Normandie als Vasallen, die dem König von Frankreich Lehenspflicht schuldeten, aber als Könige von England waren sie ihm ebenbürtig. Von 1154 bis 1214, mit der Gründung des Angevinischen Reichs kontrollierten die Angevinischen Könige von England die Hälfte Frankreichs und ganz England und stellten die Macht des französischen Königs in den Schatten, doch die Angevinen waren technisch gesehen immer noch französische Vasallen.
Das Herzogtum blieb Teil des anglo-normannischen Reiches bis 1204, als Philipp II. von Frankreich die kontinentalen Länder des Herzogtums eroberte, die Teil der königlichen Domäne wurden. Die englischen Souveräne beanspruchten sie bis zum Vertrag von Paris (1259), behielten aber in Wirklichkeit nur die Kanalinseln. Da Philipp wenig Vertrauen in die Loyalität der Normannen hatte, setzte er französische Verwalter ein und errichtete eine mächtige Festung, das Château de Rouen, als Symbol der königlichen Macht.

### Französische Herrschaft
Obwohl innerhalb der königlichen Domäne, behielt die Normandie einige Besonderheiten bei. Das normannische Recht diente weiterhin als Grundlage für Gerichtsentscheidungen. Angesichts der ständigen Eingriffe der königlichen Macht in die Freiheiten der Normandie drängten die Barone und Städte dem König 1315 die Normannen-Charta auf. Dieses Dokument gewährte der Provinz zwar keine Autonomie, schützte sie aber vor willkürlichen königlichen Handlungen. Die Urteile der Schatzkammer der Normandie, des Hauptgerichts der Normandie, wurden für endgültig erklärt. Dies bedeutete, dass Paris ein Urteil von Rouen nicht rückgängig machen konnte. Ein weiteres wichtiges Zugeständnis war, dass der König von Frankreich ohne die Zustimmung der Normannen keine neue Steuer erheben konnte. Die Charta, die zu einer Zeit gewährt wurde, als die königliche Autorität ins Stocken geriet, wurde jedoch danach, als die Monarchie ihre Macht wiedererlangt hatte, mehrmals verletzt.
Das Herzogtum Normandie überlebte hauptsächlich durch die zeitweilige Einsetzung eines Herzogs. In der Praxis gab der König von Frankreich diesen Teil seines Königreichs manchmal an ein enges Mitglied seiner Familie ab, die dann dem König huldigte. Philippe VI. ernannte Johann II., seinen ältesten Sohn und Thronfolger, zum Herzog der Normandie. Im Gegenzug ernannte Johann II. seinen Erben Karl V.
Im Jahr 1465 wurde Ludwig XI. von der Ligue du Bien public gezwungen, das Herzogtum an seinen achtzehnjährigen Bruder Charles de Valois abzutreten. Dieses Zugeständnis war für den König ein Problem, da Charles die Marionette der Feinde des Königs war. Die Normandie konnte somit als Grundlage für eine Rebellion gegen die königliche Macht dienen. Daher überzeugte Ludwig XI. 1469 seinen Bruder unter Zwang, die Normandie gegen das Herzogtum Guyenne (Aquitanien) einzutauschen. Schließlich wurde der herzogliche Ring am 9. November 1469 bei einer Sitzung der normannischen Schatzkammer auf einen Amboss gelegt und zertrümmert, um zu signalisieren, dass das Herzogtum nicht wieder abgetreten würde. Mit der Zeit verlor die Normandie auch ihre letzten Sonderrechte und wurde endgültig in den Französischen Zentralstaat eingegliedert.
Ludwig XVII., der zweite Sohn Ludwigs XVI., erhielt vor dem Tod seines älteren Bruders 1789 erneut den Nominaltitel Herzog der Normandie.

## Recht
Es gibt Spuren des skandinavischen Rechts in den Gewohnheitsrechten der Normandie, die erstmals im 13. Jahrhundert niedergeschrieben wurden. In einer Charta von 1050, in der mehrere Klagegründe vor Herzog Wilhelm II. aufgeführt sind, wird die Strafe der Verbannung als ullac (von altnordisch útlagr) bezeichnet. Das Wort war im 12. Jahrhundert noch aktuell, als es im Roman de Rou verwendet wurde. Die Ehe per danico ("auf dänische Art"), d. h. ohne kirchliche Zeremonie nach altnordischem Brauch, wurde in der Normandie und in der normannischen Kirche als legal anerkannt. Die ersten drei Herzöge der Normandie praktizierten sie alle.
Der skandinavische Einfluss zeigt sich besonders deutlich bei den Gesetzen in Bezug auf Gewässer. Der Herzog besaß das droit de varech (vom altdänischen vrek), das Recht auf alle Schiffswracks, außerdem hatte er ein Monopol auf Wal und Stör. Ein ähnliches Monopol besaß der dänische König im jütländischen Gesetz von 1241. Bemerkenswerterweise gehörten im Vereinigten Königreich im 21. Jahrhundert Wal und Stör als königliche Fische immer noch dem Monarchen. Die normannisch-lateinischen Begriffe für Walfänger (valmanni, von hvalmenn) und Walfangstation (valseta, von hvalmannasetr) stammen beide aus dem Altnordischen. Ebenso scheint der Fischfang in der Normandie unter skandinavische Regeln gefallen zu sein. In einer Charta von 1030 wird der Begriff fisigardum (altnordisch fiskigarðr) für "Fischerei" verwendet, ein Begriff, der sich auch im schottischen Gesetz von ca. 1210 findet.